# Kødfarvet gøgeurt
Kødfarvet gøgeurt (Dactylorhiza incarnata) er en 7-65 cm høj orkidé. Den er udbredt over det meste af Europa, Nordafrika og Tyrkiet til Kaukasus. Arten vokser i fugtige græsområder, klitlavninger, marsk, mose og eng. Kødfarvet gøgeurt har smalle blade, der er bredest nær basis og med en bådformet spids. De er sædvanligvis uplettede. Stænglen er hul. Blomsterne er kødfarvet røde, men kan i nogle tilfælde være hvidlige. I Danmark findes også underarten lobelii, klitgøgeurt.
Kødfarvet gøgeurt er vidt udbredt i Norden og vokser i Sverige især i kalkrige enge. Den er i Danmark ret almindelig i enge og kær på Øerne samt i Øst-, Syd- og Nordjylland. I resten af landet er den sjælden.

## Underarter
Den almindelige underart og varietet af kødfarvet gøgeurt, subsp. incarnata var. incarnata, kendes på, at blomsterakset normalt udgør mindre end ⅓ af plantens højde

### Klitgøgeurt
Den i Danmark meget sjældne underart klitgøgeurt, subsp. lobelii vokser i klitlavninger langs Nordjyllands vestkyst. Den er mere kompakt end subsp. incarnata med en blomsterstand, der normalt fylder mere end halvdelen af plantens højde. Klitgøgeurt er opført i kategorien "Sårbar" i den danske rødliste.